# Шало
Шало (фр. Chalaux) насеље је и општина у источном делу централне Француске у региону Бургоња, у департману Нијевр која припада префектури Кламси.
По подацима из 2011. године у општини је живело 71 становника, а густина насељености је износила 6,97 становника/km². Општина се простире на површини од 10,19 km². Налази се на средњој надморској висини од 340 метара (максималној 557 m, а минималној 278 m).

## Демографија
| 1962. | 1968. | 1975. | 1982. | 1990. | 1999. | 2011. |
| ----- | ----- | ----- | ----- | ----- | ----- | ----- |
| 117   | 140   | 135   | 115   | 94    | 62    | 71    |

График промене броја становника у току последњих година